# A-7000
La carretera autonómica A-7000 es un viejo tramo de la N-321 que comunica los municipios de Málaga y Colmenar a su paso por el parque natural Montes de Málaga. Su longitud es de 31 kilómetros. Pertenece a la Red Complementaria de Carreteras de la Junta de Andalucía.